# 7452 Ізабелурія
7452 Ізабелурія (7452 Izabelyuria) — астероїд головного поясу, відкритий 31 серпня 1978 року.
Тіссеранів параметр щодо Юпітера — 3,187.